# Danko Cvjetičanin
Danko Cvjetičanin (ur. 16 października 1963 w Zagrzebiu) – chorwacki koszykarz występujący na pozycji rzucającego obrońcy, reprezentant Jugosławii oraz Chorwacji, dwukrotny wicemistrz olimpijski, wielokrotny brązowy medalista mistrzostw świata i Europy. 
W latach 1998–2010 pełnił funkcję europejskiego koordynatora ds. skautingu drużyny Philadelphia 76ers.

## Osiągnięcia
Na podstawie, o ile nie zaznaczono inaczej.
Drużynowe
- Mistrz:
  - Pucharu Europy Mistrzów Krajowych (1986)
  - Puchar Europy Zdobywców Pucharów (1987)
  - Jugosławii (1981)
- Wicemistrz:
  - pucharu Koracia (1988)
  - Jugosławii (1982, 1986)
- Brąz pucharu Europy:
  - Mistrzów Krajowych (1982)
  - Zdobywców Pucharów (1989)
- Zdobywca pucharu Jugosławii (1986, 1988)
- Finalista pucharu Jugosławii (1991)

Indywidualne
- Uczestnik hiszpańsko-włoskiego meczu gwiazd (1992)
- Zwycięzca konkursu rzutów za 3 punkty podczas meczu gwiazd ligi włoskiej (1993)

Reprezentacja
- Wicemistrz:
  - olimpijski (1988, 1992)
  - igrzysk śródziemnomorskich (1993)
  - Europy U–18 (1982)
- Brązowy medalista:
  - mistrzostw świata (1986, 1994)
  - mistrzostw Europy (1987, 1993)
- Uczestnik mistrzostw świata U–19 (1983)